# Асиметричні алгоритми шифрування

Принцип роботи асиметричної криптосистеми

Асиметричні криптосистеми — ефективні системи криптографічного захисту даних, які також називають криптосистемами з відкритим ключем. В таких системах для зашифровування даних використовують один ключ, а для розшифровування — інший (звідси і назва — асиметричні). Перший ключ є відкритим і може бути опублікованим для використання усіма користувачами системи, які шифрують дані. Розшифровування даних за допомогою відкритого ключа неможливе. Для розшифровування даних отримувач зашифрованої інформації використовує другий ключ, який є секретним (закритим). Зрозуміло, що ключ розшифровування не може бути визначеним з ключа зашифровування.
Головне досягнення асиметричного шифрування в тому, що воно дозволяє людям, що не мають наперед наявної домовленості про безпеку, обмінюватися секретними повідомленнями. Необхідність відправникові й одержувачеві погоджувати таємний ключ по спеціальному захищеному каналу цілком відпала. Прикладами криптосистем з відкритим ключем є Схема Ель-Гамаля (названа на честь автора, Тахера Ель-Гамаля), RSA (названа на честь винахідників: Рона Рівеста, Аді Шаміра і Леонарда Адлмана), Діффі-Геллмана і DSA, англ. Digital Signature Algorithm (винайдений Девідом Кравіцом).

## Історія
Історія криптографії налічує близько 4 тисяч років. Як основний критерій періодизації криптографії можливо використовувати технологічні характеристики використовуваних методів шифрування.
Перший період (приблизно з третього тисячоліття до нашої ери) Характеризується пануванням моноалфавітних шифрів (основний принцип — заміна алфавіту вихідного тексту іншим алфавітом через заміну літер іншими літерами або символами). Другий період (хронологічні рамки — з IX століття на Близькому Сході (Ал-Кінді) і з XV століття в Європі (Леон Баттіста Альберті) — до початку XX століття) ознаменувався введенням в обіг поліалфавітних шифрів. Третій період (з початку і до середини XX століття) характеризується впровадженням електромеханічних пристроїв в роботу шифрувальників. При цьому продовжувалося використання поліалфавітних шифрів.
Початок асиметричним шифрам було покладено в роботі «Нові напрямки в сучасній криптографії» Вітфілда Діффі та Мартіна Геллмана, опублікованій в 1976 році. Перебуваючи під впливом роботи Ральфа Меркле про поширення відкритого ключа, вони запропонували метод отримання секретних ключів, використовуючи відкритий канал. Цей метод експоненціального обміну ключів, який став відомий як обмін ключами Діффі-Геллмана, був першим опублікованим практичним методом для встановлення поділу секретного ключа між завіреними користувачами каналу. У 2002 році Геллман запропонував називати даний алгоритм «Діффі — Геллмана — Меркле», визнаючи внесок Меркле в винахід криптографії з відкритим ключем. Ця ж схема була розроблена Малькольмом Вільямсоном в 1970-х, але трималася в секреті до 1997 року. Метод Меркле з розповсюдження відкритого ключа був винайдений в 1974 році і опублікований в 1978, його також називають загадкою Меркле.
У 1977 році вченими Рональдом Рівестом, Аді Шамір і Леонардом Адлеманом з Массачусетського Технологічного Інституту (MIT) був розроблений алгоритм шифрування, заснований на проблемі про розкладання на множники. Система була названа за першими літерами їхніх прізвищ. Ця ж система була винайдена Кліффордом Коксом в 1973 році, що працював в центрі урядового зв'язку (GCHQ). Але ця робота зберігалася лише у внутрішніх документах центру, тому про її існування було не відомо до 1977 року. RSA став першим алгоритмом, придатним і для шифрування, і для цифрового підпису.

### Криптографія з відкритим ключем
Проблема керування ключами була вирішена криптографією з відкритим, або асиметричним ключем, концепція якої була запропонована Уітфілдом Діффі і Мартіном Геллманом у 1975 році.
Криптографія з відкритим ключем — асиметрична схема, яка застосовує пару ключів:
- відкритий (public key) - він кодує дані;
- закритий (private key) - використовується виключно для розшифровування повідомлень, що були закодовані відкритим ключем.

Користувач поширює тільки свій відкритий ключ. Проте закритий тримає в таємниці.
Якщо хтось відправить Адресатові повідомлення, з яким має ознайомитись тільки він, то відправник шифрує своє повідомлення відкритими ключем Адресата. Після чого відправляє зашифроване повідомлення будь-яким способом Адресатові.
Прочитати зашифроване повідомлення неможливо. Його треба спочатку розшифрувати. Це можливо тільки закритим ключем, який є                                                                       тільки у Адресата. Звідси, якщо хтось отримує повідомлення, прочитати його не зможе.
Адресат, отримавши повідомлення, розшифровує його приватним ключем. Якій є тільки в нього.
Хоча, пара ключів математично пов'язана, вираховування закритого ключа з відкритого достатньо трудомістке, в практичному плані займає занадто великий час, який робить витрати необґрунтованими. 
Шифрування з відкритим ключем стало технологічною революцією, що зробила стійку криптографію доступною.

### Ідея створення
Ідея криптографії з відкритим ключем дуже тісно пов'язана з ідеєю односторонніх функцій, тобто таких функцій {\displaystyle f(x)}, що за відомим x досить просто знайти значення f (x), тоді як визначення x з f (x) складно в сенсі теорії.
Але сама одностороння функція марна в застосуванні: нею можна зашифрувати повідомлення, але розшифрувати не можна. Тому криптографія з відкритим ключем використовує односторонні функції з лазівкою. Лазівка — це якийсь секрет, який допомагає розшифрувати. Тобто існує такий y, що знаючи f (x), можна обчислити x. Наприклад, якщо розібрати годинник на безліч складових частин, то дуже складно зібрати знову працюючий годинник. Але якщо є інструкція по зборці (лазівка), то можна легко вирішити цю проблему.

### Книги
1. Alfred J. Menezes; Paul C. van Oorschot; Scott A. Vanstone (August 2001). Handbook of Applied Cryptography (вид. Fifth printing). CRC Press. ISBN 0-8493-8523-7. (англ.)